# Пазарен риск
Пазарен риск е рискът, че цената на една инвестиция ще намали поради промени в някои пазарни фактори. Четирите стандартни пазарни фактора са:
- риск на ценни книжа, или риска, че цената на ценните книжа (акции, облигации и тн) ще се промени.
- лихвен риск, или риска, че лихвените нива ще се променят.
- валутен риск, или риска, че валутните курсове ще се променят.
- продуктов риск, или риска, че цените на определени продукти (например зърно, метали, кафе и т.н.) ще се промени.

Понякога като пети допълнителен фактор се включва:
- риск на индекс на ценни книжа – рискът, че индекс на ценни книжа или друг индекс ще се промени.

## Измерване
Пазарният риск обикновено се измерва, като се използва VaR (Value at Risk) методологията. Тя е добре известна като рисковоопределяща техника, но съдържа определен брой ограничаващи предположения, които ограничават нейната точност. Първото предположение е, че съставките на портфейла остават непроменени за единичния период на модела. За кратки периоди това ограничаващо предположение се смята за приемливо. За по-дълги периоди много от трансакциите могат да достигнат падеж през периода на моделиране. Стресови парични потоци, прикрепени опции (embedded options), промени в нивата на плаващи лихвени проценти и др. са игнорирани в тази техника за моделиране на единични периоди.
Пазарният риск може да се разграничи от специфичния риск, който измерва риска от намаляване на нечия инвестиция заради промени в определена индустрия или сектор за разлика от промяна в целия пазар.

## Управление на риска
Основна статия: Управление на риска
Бизнесите поемат рискове въз основа на два фактора: печалбата от евентуално негативно развитие на обстоятелствата и тяхната цена.